# Тевкр

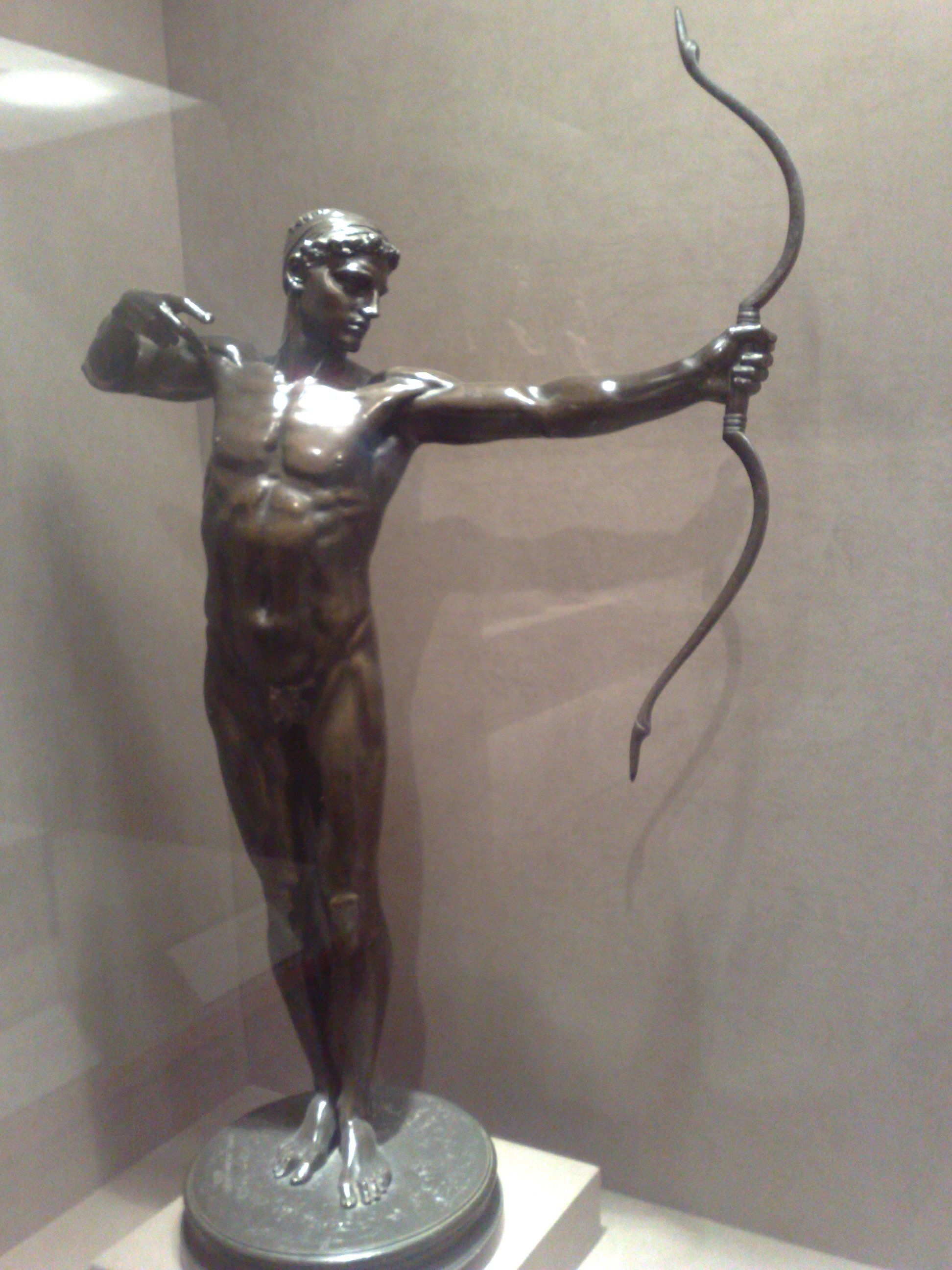
Тевкр-стрілець, скульптура 1880-х

Тевкр (грец. Teukros) — ім'я кількох персонажів давньогрецької міфології. Відомі Тевкри:
1) син річкового бога Скамандра й німфи Ідеї, цар Троади, епонім племені тевкрів, які стали предками троянців. Скамандр і Тевкр, гнані голодом, переселились у Троянську область із Криту й принесли з собою культ Аполлона. За іншою версією саме Тевкр очолив критян, а піддані союзного царя Дардана, який видав за Тевкра дочку, стали звати себе тевкрами;
2) син Теламона й Гесіони, уродженець острова Саламін, брат Аякса Теламоніда, найкращий стрілець із лука в Троянській війні: від його стріл загинуло понад 30 троянців. Після повернення на Саламін його прокляв і прогнав батько за те, що Тевкр не врятував від смерті свого брата і не помстився за нього. За велінням Аполлона Тевкр переселився на Кіпр і там заснував місто-державу Саламін. Після смерті Теламона повернувся на батьківщину, однак його небіж Еврісак не віддав йому спадщини. Як дійова особа Тевкр виступає в трагедіях Софокла («Аянт») та Евріпіда («Єлена»).